# National Board of Review
El National Board of Review, anomenat també National Board of Review of Motion Pictures, és un organisme fundat el 1909 a Nova York, just 13 anys després del naixement del cinema, per protestar contra la retirada de permís d'explotació de pel·lícules per l'alcalde George McClennan.
Des de 1929, atorga cada any els premis National Board of Review (Premis NBR) que premien els millors films de l'any.